# Stabyhoun
Der Stabyhoun, auch kurz Stabij, ist eine von der FCI anerkannte niederländische Hunderasse (FCI-Gruppe 7, Sektion 1.2, Standard Nr. 222).

## Herkunft und Geschichtliches
Der Stabÿhoun oder nach anderer Schreibweise Stabijhoun (ÿ identisch mit „ij“  wird etwa wie das deutsche „ei“ gesprochen) ist ein „Allerweltshund“ aus Friesland in den Niederlanden. Der Name könnte sich von „Sta mij bij“, also „steh mir bei“ oder „hilf mir“, gebildet haben; „houn“ ist friesisch (eine Amtssprache in den Niederlanden) und bedeutet „Hund“. Entwickelt hat sich der Hund wohl aus mehreren Typen und Ortsschlägen vor langer Zeit, ohne dass er in der Literatur oder auf historischen Gemälden Niederschlag fand. Er war der ganz gewöhnliche Dorfhund der Bauern. Um 1940 begann man den Wetterhoun mit einzukreuzen, um einen etwas größeren Arbeitshund zu erhalten.

## Beschreibung
Der Stabyhoun ähnelt dem Kleinen Münsterländer. Er wird bis 53 cm groß und 27 kg schwer. Sein Haar ist nicht zu lang, gewellt. Der Stabijhoun ist ein gescheckter Hund in schwarz oder braun mit weißen Abzeichen, aber schwarz- oder braun-geschimmelt wird auch akzeptiert. Die Ohren hängen, sind klein und nicht anliegend.
Der niederländische Hund gilt als einer der fünf seltensten Hunderassen der Welt.

## Wesen
Er ist ein eigenwilliger aber freundlicher Hofhund, ohne immer hoftreu zu sein, und macht sich in den Wiesen und Feldern gerne selbständig auf Kaninchen- und Mäusejagd. Zu den Eigenschaften des idealen Stabyhoun zählt auch Wachsamkeit, wobei er sich als Haushund anhänglich, friedlich und liebenswürdig zeigen soll. Der Stabyhoun ist freundlich, aber nicht sofort jedermanns Freund.

## Verwendung
Er ist geeignet für alle Aufgaben auf einem Hof, als Jagdhund auch im Wasser, er apportiert und sucht vortrefflich. Bei ausreichender Beschäftigung ist er als Familienhund geeignet.